# Baggaras

Région habitée par les Baggaras.

Les Baggaras ou Baqqārah (en arabe : البقارة, litt. « éleveurs »
) sont un peuple métis arabe  et africain subsaharien nomade et arabophone habitant la zone située entre le lac Tchad et le Nil, au Soudan (en particulier au Darfour), au Niger, au Tchad, au Cameroun, au Nigéria et en République centrafricaine. Comme leur nom l'indique, ce sont en général des éleveurs, qui migrent entre les prairies à la saison humide et les zones de rivières à la saison sèche. La plupart d'entre eux parlent l'arabe tchadien.

## Ethnonymie
Selon les sources, on observe des variantes dans la translittération : Baggaras, Baqara, Baqqarah, Baqqara, Fellata-Baggare.

## Histoire
Les Baggaras descendent probablement de populations arabes d’Égypte qui ont émigré dans un premier temps vers l'ouest, puis vers le sud, et à nouveau vers l'est. Ils arrivent au Darfour au XVIIIe ou XIXe siècle, où ils se métissent avec les populations africaines locales,. Ils sont alors présents dans le Kordofan, le sultanat du Darfour, et le royaume du Ouaddaï.
À la fin du XIXe siècle, ils sont un soutien précieux à Muhammad Ahmad lors de la guerre des mahdistes.
Vers la fin du XXe siècle, la sécheresse des années 1980-1990 entraîne une partie de la population à entrer en conflit avec les peuples sédentaires ou nomades voisins (Furs, Noubas, Dinkas).

## Territoire et population

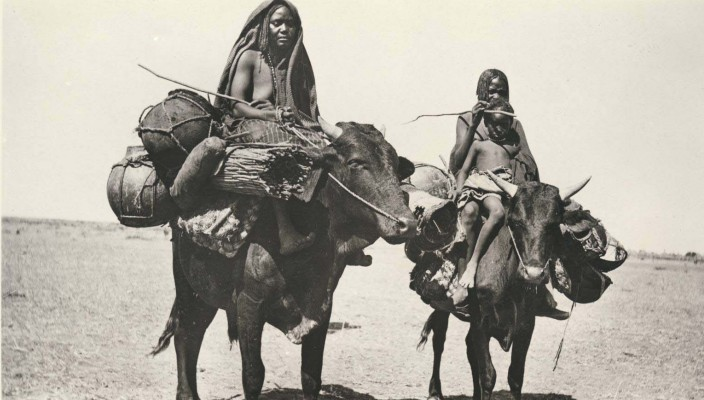
Femmes misseiria voyageant à dos de bœuf au Kordofan (début du XXe siècle).

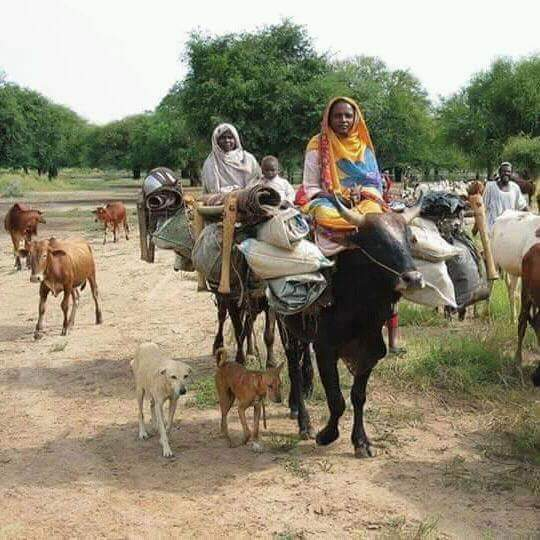
Femmes baggara avec leur troupeau au Soudan (2016).

Les Baggaras sont un peuple nomades éleveur de bétail vivant entre le lac Tchad et le Nil à une latitude comprise entre 10° et 13°. Ils occupent les régions fluviales à la saison sèche, les pâturages à la saison humide, et cultivent des céréales aux périodes de migrations saisonnières.
Les Arabes Baggaras du Soudan sont divisés en tribus :
- Au Darfour : les Rizeigat, Taïsha, Bani Halba, Habbaniya
- Au Kordofan : les Misseiria, Kababish, Humur et Hawazma

Les Misseiria du Jebel Moun (Darfour du Nord) parlent un dialecte nilo-saharien, le tama (aussi appelé « Miisiirii »). Ces derniers constituent depuis 2004 la majorité des effectifs des milices Janjawids du Soudan et se revendiquent comme étant arabes.